# Chen Ning Yang
Chen Ning Franklin Yang (en mandarí: 楊振寧) (Hefei, Xina, 1922) és un físic nord-americà d'origen xinès guardonat amb el Premi Nobel de Física l'any 1957, i reconegut internacionalment pels seus treballs en la mecànica estadística i els principis de simetria.

## Biografia
Va néixer a la ciutat xinesa de Hefei l'1 d'octubre de 1922 i va realitzar els seus estudis a Pequín i Kunming. Va rebre el seu títol de física a la Universitat Nacional Associada del Sud-oest l'any 1942. Dos anys després, va estudiar un màster a la Universitat Tsinghua, i es doctorà el 1948 a la Universitat de Chicago, on va romandre un any com a ajudant d'Enrico Fermi. El 1949, ingressà a l'Institut d'Estudis Avançats de Princeton i el 1965 a la Universitat de Stony Brook.

## Recerca científica
El 1957 va rebre, al costat de Tsung-Dao Lee, el Premi Nobel de Física per la seva teoria que les forces febles entre partícules elementals no tenien paritat simètrica. Això va ser més tard verificat experimentalment per la física Chien-Shiung Wu.
Yang és també reconegut per la seva col·laboració amb Robert L. Mills en el desenvolupament de la teoria de gauge, conegudes com a "teories de Yang-Mills", que ara són una part fonamental del model estàndard per la física de partícules.